# Anton Rop
Mag. Anton Rop (též Tone Rop; * 27. prosinec 1960 Lublaň) je slovinský politik.

## Životopis
Narodil se v Lublani, kde také studoval. V roce 1984 promoval na Ekonomické fakultě Univerzity v Lublani. Titul magistra získal v roce 1991.
V letech 1985 až 1992 působil jako asistent ředitele Slovinského institutu makroekonomické analýzy a rozvoje a vedoucí pracovní skupiny pro projekty fiskální informatiky, investic do infrastruktury a řešení potíží slovinské ekonomiky. V roce 1992 se podílel na přípravě zákonného rámce privatizace. V roce 1993 byl jmenován státním tajemníkem na ministerstvu ekonomických věcí a zodpovědným za oblast privatizace a regionální rozvoj. V letech 1996 až 2000 byl ministrem práce, rodiny a sociálních věcí. Ve čtvrté Drnovšekově vládě zastával funkci ministra financí. Premiérem se Rop stal v důsledku zvolení Drnovšeka prezidentem v roce 2002. V roce 2004 se premiérem stal Janez Janša, a tak Rop opustil nejen funkci předsedy vlády, ale poté i předsedy LDS.
V březnu 2007 opustil poslanecký klub LDS, jehož byl předsedou, a vstoupil do poslaneckého klubu sociální demokracie.